# 열혈댄스단
《열혈댄스단》은 2018년에 중국에서 방송된 댄스 경연 프로그램이다.